# Territorial Tercera División de Vizcaya

## Sistema de Liga Territorial Tercera División
En la temporada 2018-19, hay dos grupos con 15 equipos y un tercer grupo con 14 equipos.
Los que ocupen el primer lugar de cada grupo jugarán por el sistema de puntos, a una vuelta, a fin de dilucidar el campeón de la División.
Los 2 primeros de cada grupo ascienden directamente a la Segunda División de Vizcaya. Los terceros de cada grupo juegan entre sí un play-off a ida y vuelta. El que ocupe el 1.º ascenderá a Segunda División. En caso de quedar vacante algún puesto en la categoría superior, los siguientes clasificados de estos play-offs lograrían el ascenso. Si se considera necesario, los cuartos jugarán un torneo igual que los terceros, por si quedase vacante algún puesto en la categoría superior.

## Equipos de la temporada 2021/22
| Grupo 1.º                   | Grupo 2.º                | Grupo 3.º            | Grupo 4.°                  |
| Ikhoba K.K.                 | Adrebol A.D.F.           | Gernika Sporting "B" | C.D. Inter Zogorri         |
| Asti Leku Club              | Askartza Claret C.F. "B" | S.D. Amorebieta "C"  | S.D. Moraza "B"            |
| C.D. Gallarta "B"           | S.D. Begoña "B"          | C.D. Basauri-B.E.A   | C.D. Peña                  |
| C. Atlético Aranguren "B"   | Berango F.T. “B”         | Iurretako K.T. "B"   | C.D. Kastretxetxua         |
| S.D. San Pedro "B"          | S.D. Gorliz              | Ermua C.D. “B”       | A.D. Escolapios de Bilbao  |
| C.D. La Arboleda “B”        | Basamortu Erandio F.K.   | S.D. Ariz "B"        | C.D. Montefuerte "B"       |
| Ortuellako Jendea 1999 K.K. | MSC Butroe K.K.          | C.D. Indarra         | A.D. Urretxindorra         |
| C.D. Menés                  | C.D. Sondika "B"         | Atxulaur K.E. "B"    | Hamabi K.K.                |
| C.D. Ortuella               | C.D. Loiu "B"            | Lumo K.E. A.D.       | U.S. San Vicente "B"       |
| Pauldarrak F.K.T.           | S.D. Neguri              | C.D. San Antonio     | Gurutzeta K.F.T. "B"       |
| C.D. Santurtzi “B”          | Larramendi Ikastola F.T. | Urdaibai C.F.        | U.D. La Merced "B"         |
| C.D. Begoñako Arteagabe     | S.D. Plentzia "B"        | S.D. Umore Ona “B”   | C.D. Txurdinaga            |
| Trueba C.F.                 | C.D. La Salle "B"        | C.D. Uritarra “B”    | C.D. Solokoetxe "B"        |
| Zalla U.C. "B"              | Udondo F.K.              | C.D. Vulcano         | Sporting C. de Lutxana "B" |
| -                           | S.D. Ugeraga "B"         | C.D. Zaldua "B"      | S.D. Iturrigorri "B"       |

## Otras Divisiones
| 1.ª  | Primera División de España              |
| 2.ª  | Segunda División de España              |
| 3.ª  | Primera División RFEF                   |
| 4.ª  | Segunda División RFEF                   |
| 5.ª  | Tercera División RFEF                   |
| 6.ª  | División de Honor de Vizcaya            |
| 7.ª  | Territorial Preferente de Vizcaya       |
| 8.ª  | Territorial Primera División de Vizcaya |
| 9.ª  | Territorial Segunda División de Vizcaya |
| 10.ª | Territorial Tercera División de Vizcaya |